# Dilmurat Batur
Dilmurat Batur (uigurisch دىلمۇرات باتۇر, chinesisch 迪力木拉提·巴吐尔, * 6. Juli 1989 in Kaschgar) ist ein chinesischer Fußballspieler uigurischer Abstammung.

## Karriere
Batur begann seine Fußballkarriere in der Jugendmannschaft von Xinjiang Youth. Zwischen 2006 und 2009 spielte er für den Verein Xinjiang Sport Lottery. Am 18. März 2011 wechselte er zum chinesischen Club FC Shenzhen. Sein Debüt in der höchsten chinesischen Spielklasse gab er am 10. April 2011 bei einer 0:1-Heimniederlage gegen Shaanxi Renhe, als er in der 60. Minute für Seiichirō Maki eingewechselt wurde.
In der Saison 2011 kam er auf 17 Ligaeinsätze. Januar 2014 unterschrieb Batur einen sechsmonatigen Vertrag beim omanischen Verein Al-Oruba. Dort absolvierte er sechs Spiele und erzielte zwei Tore.
Am 4. Februar 2015 kehrte er nach China zurück und schloss sich dem China-League-One-Club Qingdao Hainiu an. In den folgenden Jahren spielte er für verschiedene Vereine wie Suzhou Dongwu FC und Shenzhen Bogang.